# Henry Ramsay
Henry Frederick Ramsay (previamente: Mitchell), es un personaje ficticio de la serie de televisión australiana Neighbours, interpretado por el actor Craig McLachlan del 19 de febrero de 1987 hasta el 23 de noviembre de 1989.
A principios de diciembre del 2014 se anunció que Craig sería uno de los antiguos personajes que regresarían brevemente a la serie para celebrar el aniversario número 30 de Neighbours en marzo del 2015.